# Louis François Joseph, Prinț de Conti
Louis François Joseph de Bourbon (n. 1 septembrie 1734, Hôtel de Nevers⁠(d), Paris, Regatul Franței – d. 13 martie 1814, Barcelona, Catalonia, Spania) a fost ultimul Prinț de Conti, vlăstar al unei ramure a Casei de Bourbon, Casă care a condus Franța până în 1848. 

## Biografie
Născut la Hôtel de Conti din Paris la 1 septembrie 1734 și botezat în prezența regelui și a reginei, el l-a succedat pe tatăl său Louis François de Bourbon ca șef al unei ramuri a Casei de Bourbon în 1776. Mama lui a fost Louise Diane d'Orléans, fiica cea mică a lui Filip al II-lea, Duce de Orléans, regent al Franței în impul minoratului regelui Ludovic al XV-lea.
De la naștere a fost cunoscut drept conte de La Marche. Mama lui a murit la 26 septembrie 1736 dând naștere unui alt copil care nu a supraviețuit. După decesul ei, tatăl lui s-a retras de la Curte la castelul L'Isle-Adam, urmând iubirea lui față de vânătoare, deși mai târziu el a avut o carieră militară distinsă.
La 17 mai 1750, La Marche a fost făcut cavaler al Ordinului Sântului Spirit la Versailles. În timpul Războiul de Șapte Ani (1756–1763), La Marche a participat ca mareșal în Bătălia de la Hastenbeck în iulie 1757 și în Bătălia de la Krefeld în iunie 1758.
S-a căsătorit cu verișoara sa primară, Maria Fortunata d'Este, (1734–1803), a patra fiică a lui Francesco al III-lea d'Este, Duce de Modena și a soției sale, Charlotte Aglaé d'Orléans, care era sora mai mare a mamei sale; Louis François Joseph a fost văr primar cu Philippe Égalité.
Contractul căsătoriei a fost semnat la Milano la 3 ianuarie 1759 de către ambasadorul francez la curtea din Torino. Nunta prin procură a avut loc la Milano la 7 februarie în același an. A fost celebrată în persoană la 27 februarie la Nangis-en-Brie în Franța.
Tatăl Mariei Fortunata i-a dat o zestre de un milion de livre. În plus, la sosirea ei în Franța, Louis François Joseph a primit un cadou de 150.000 de livre de la regele Ludovic al XV-lea. Tânăra contesă de La Marche a fost prezentată regelui, reginei și restului familiei regale la 5 martie 1759 de Prințesa de Conti, bunica văduvă a soțului ei.
În 1770 a avut loc căsătoria Delfinului Franței, viitorul Ludovic al XVI-lea, cu Arhiducesa Maria Antonia de Austria. Marie Fortunée, așa cum era cunoscută în Franța, și soțul ei au fost unul dintre cele 12 cupluri invitate să ia masa cu tinerii căsătoriți la Palatul Versailles.
Cuplu nu a avut copii. Louis François Joseph a avut doi copii nelegitimi, născuți în 1761 și 1767, cu Marie Anne Véronèse, cunoscută drept Mademoiselle Coraline, o fostă dansatoare la un teatru italienesc.
În urma Revoluției franceze a emigrat și a refuzat să ia parte la planurile pentru o invazie a Franței. S-a întors în Franța în 1790. Arestat din ordinul Convenției Naționale în 1793, el a fost achitat, dar a fost sărăcit prin confiscarea bunurilor sale. A primit apoi o pensie.
Totuși, în 1797, Directoratul a decis să exileze ultimii Bourboni. El a fost alungat în Spania, împreună cu rudele rămase care încă mai trăiau în Franța și nu au fost deja ucise în revoluție, inclusiv cu Bathilde d'Orléans, Ducesă de Bourbon. A trăit în sărăcie într-un loc din apropierea Barcelonei. Refuzând să participe la planurile regaliștilor, el a trăit o existență izolată în Barcelona până la moartea sa în 1814, după care linia Prinților Conti a dispărut.
Inițial a fost înmormântat la biserica Saint-Michel înainte de restaurația Bourbonilor. În timpul domniei regelui Ludovic-Filip I, e fost mutat de la Saint-Michel la capela regală de la Dreux la 2 aprilie 1844.